# 이병무
이병무(李秉武, 1864년 2월 8일(음력 1월 1일)~1926년 양력 12월 6일)는 정미칠적과 경술국적에 모두 포함된 대한제국의 정치인이다.

## 생애
본관은 전주로, 정종의 서자인 무림군의 후손이다. 1881년 음서로써 관료 관직에 천거된 그는 1894년 무과에 급제한 뒤 선전관 등 무관 벼슬을 지냈다.
1894년에 의친왕 이강을 수행하여 도일하였고, 1895년부터 약 1년간 일본육군사관학교에서 수학한 뒤 대한제국 육군무관학교 교장을 역임했다. 이때부터 일본과 가깝게 지내면서 군사 분야의 친일파로 활동했다. 1900년에는 일본으로 피신한 망명자와 연락한 혐의로 2년 동안 구금되고 유배형을 받기도 했다.
다시 일본의 세력이 강해지면서 1904년 복관한 이후로는 승진을 거듭했고, 1905년에는 고종의 사촌 동생인 완순군 이재완을 수행하여 일본에 가서 훈장을 받고 귀국했다.
1907년 고종황제가 이완용, 송병준에게 헤이그 특사 사건을 빌미로 퇴위를 강요받자, 태자에게 군국의 대사를 대리하게 하였으나, 양위는 하지 않았다. 이에 이병무 등이 황제를 알현하고 퇴위를 강요하였다. 고종이 허락하지 않자 칼을 뽑아 자기 목을 찌르려 하면서, 폐하는 지금이 어떤 세상인 줄 아시느냐고 물었고, 고종은 그 위협을 이기지 못하여 퇴위하였다.
1907년 이완용의 친일 내각에 군부대신으로 입각하여, 한일신협약 체결로 군대를 해산할 때, 이를 주도했으며, 해산된 군대를 중심으로 의병 항쟁이 일어났을 때 의병 탄압을 지휘했다. 1909년 군부가 폐지되고 친위부가 설치되자 초대 친위부 대신이 되었다. 1910년 한일 병합 조약 체결 때 시종무관장으로 조약 체결에 적극 협조하여 자작에 봉해졌다.
일본 정부로부터 1907년 훈1등 욱일장, 1912년 한국병합기념장, 1915년 다이쇼대례기념장을 받았으며, 이병무 사망 이틀 후인 1926년 12월 8일 일본 정부는 욱일동화대수장을 추서했다.

## 사후
2002년 발표된 친일파 708인 명단에 포함되었고, 2008년 민족문제연구소가 발표한 친일인명사전 수록예정자 명단에는 그의 작위를 습작 받은 양아들 이홍묵과 함께 선정되었다. 2006년 친일반민족행위진상규명위원회가 발표한 친일반민족행위 106인 명단이 발표되었을 때도 포함되었다.

## 참고 자료
- 친일반민족행위진상규명위원회 (2006년 12월). 〈이병무〉 (PDF). 《2006년도 조사보고서 II - 친일반민족행위결정이유서》. 서울. 76~98쪽쪽. 발간등록번호 11-1560010-0000002-10. 2007년 9월 26일에 원본 문서 (PDF)에서 보존된 문서. 2007년 6월 18일에 확인함.